# Прапор Доброслава
Пра́пор Добросла́ва — офіційний символ смт Доброслав Лиманського району, затверджений 7 лютого 2012 р. рішенням № 334-VI сесії Доброславської селищної ради.
Квадратне полотнище розділене вертикально на дві рівновеликі смуги — зелену і червону. Від верхніх кутів до середини поля відходить синій трикутник. На синьому полі жовтий розширений хрест, супроводжуваний знизу білим півмісяцем з людським обличчям. На зеленому полі жовтий плуг. На червоному полі біле гусяче перо в жовтій чорнильниці.